# Mussaenda erythrophylla
Mussaenda erythrophylla es una especie de plantas con flores de la familia de las rubiáceas. Se encuentra en África.

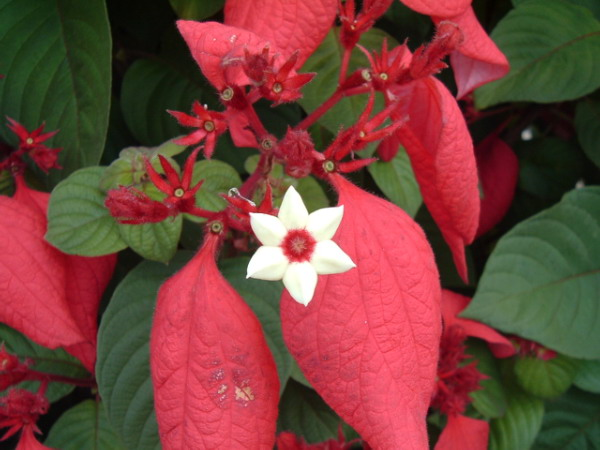
Detalle de las hojas y flor

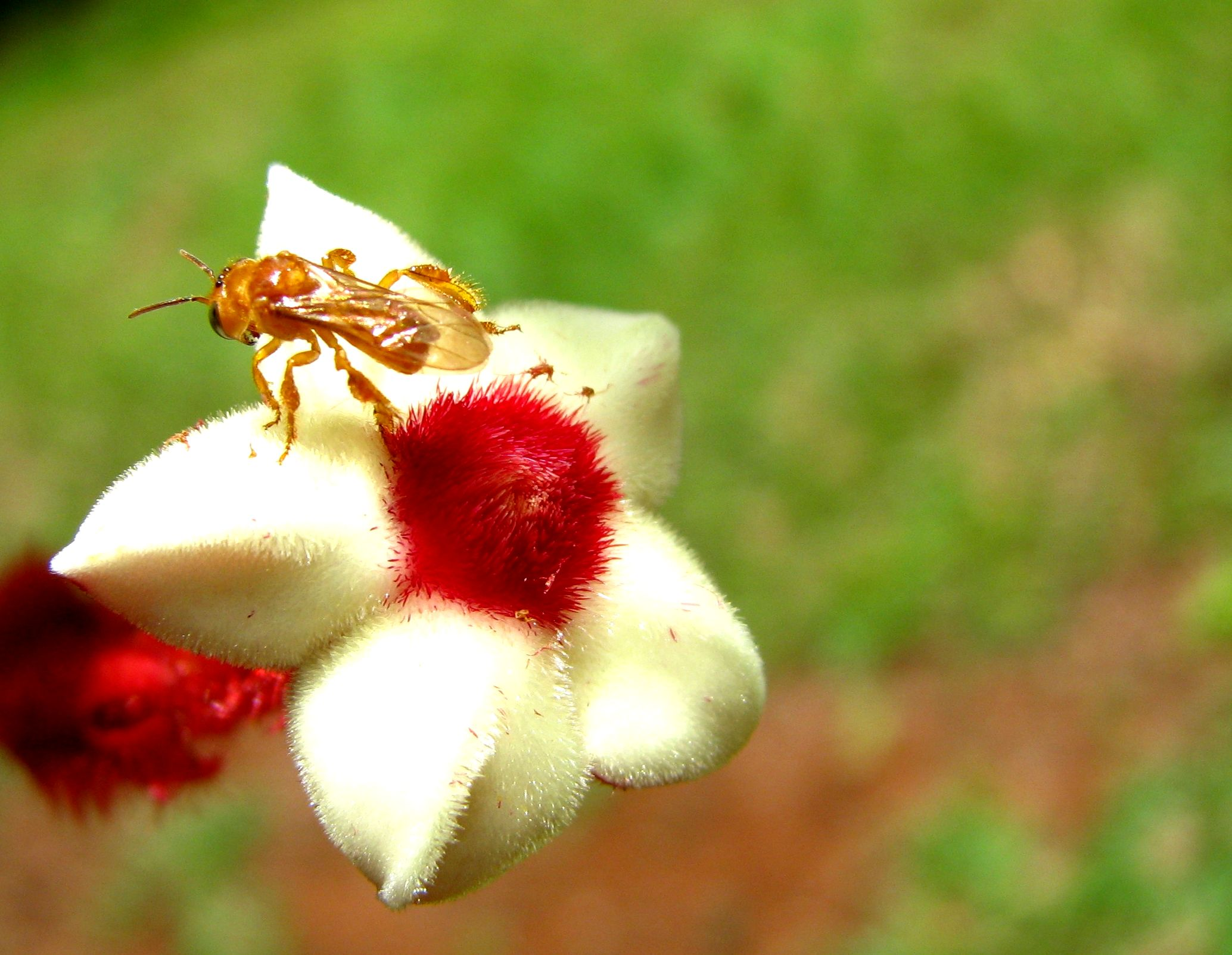
Flor

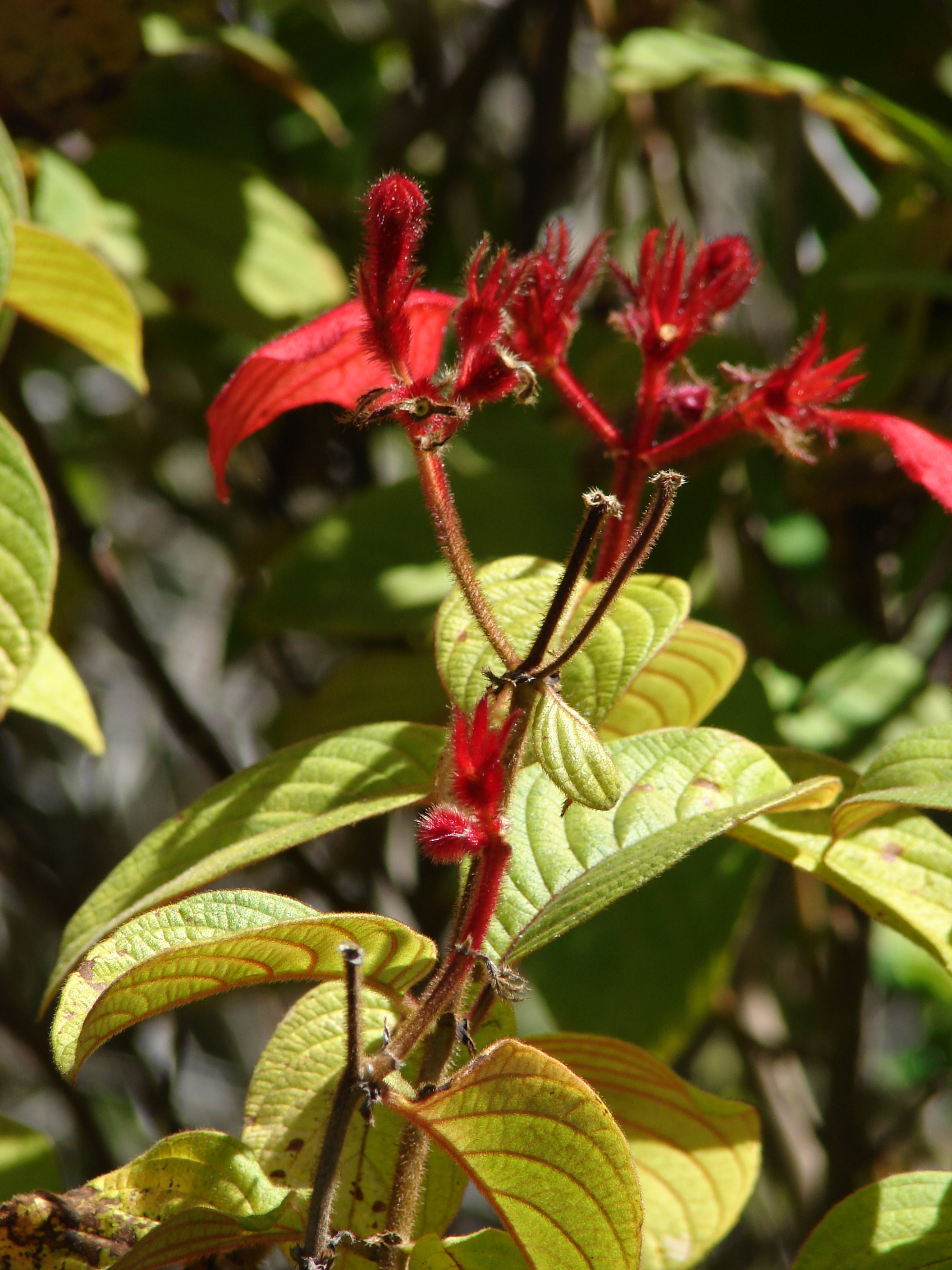
Vista de la planta

## Descripción
Es un arbusto trepador o un árbol que alcanza un tamaño de 12 m de altura, se encuentra en la selva de las tierras bajas caducifolia; es común de Guinea a Camerún, y extendida en el África tropical, donde se introdujo en la mayoría de los países. Las flores tropicales tienen un color crema, amarillo o naranja con una corola roja.

## Usos
Cultivada como planta ornamental o agro-hortícola.
Como planta medicinal se utiliza para el cerebro, sistema nervioso, los riñones, como diurético, y para mejorar el ciclo menstrual.
Las hojas y la raíz tienen taninos, y son astringentes

## Taxonomía
Mussaenda erythrophylla fue descrita por Schumach. y Thonn. y publicado en Beskrivelse af Guineeiske planter 116, 1827.
Sinonimia
- Mussaenda fulgens R.Br. ex Tedlie
- Mussaenda splendida Welw.[3]